# Гагерстаун (Індіана)
Гагерстаун (англ. Hagerstown) — місто (англ. town) в США, в окрузі Вейн штату Індіана. Населення — 1681 особа (2020).

## Географія
Гагерстаун розташований за координатами 39°54′53″ пн. ш. 85°9′15″ зх. д. / 39.91472° пн. ш. 85.15417° зх. д. (39.914639, -85.154249).  За даними Бюро перепису населення США в 2010 році місто мало площу 3,48 км², з яких 3,47 км² — суходіл та 0,01 км² — водойми.

## Демографія
Згідно з переписом 2010 року, у місті мешкало 1787 осіб у 751 домогосподарстві у складі 467 родин. Густота населення становила 514 особи/км².  Було 826 помешкань (238/км²).
Расовий склад населення:
| - 97,7 % — білих - 0,6 % — чорних або афроамериканців - 0,3 % — азіатів - 0,2 % — корінних американців |

До двох чи більше рас належало 1,2 %. Частка іспаномовних становила 0,8 % від усіх жителів.
За віковим діапазоном населення розподілялося таким чином: 25,6 % — особи молодші 18 років, 56,5 % — особи у віці 18—64 років, 17,9 % — особи у віці 65 років та старші. Медіана віку мешканця становила 37,9 року. На 100 осіб жіночої статі у місті припадало 93,8 чоловіків;  на 100 жінок у віці від 18 років та старших — 86,3 чоловіків також старших 18 років.
Середній дохід на одне домашнє господарство  становив 51 406 доларів США (медіана — 43 424), а середній дохід на одну сім'ю — 59 932 долари (медіана — 53 173). Медіана доходів становила 37 885 доларів для чоловіків та 33 125 доларів для жінок. За межею бідності перебувало 12,4 % осіб, у тому числі 20,4 % дітей у віці до 18 років та 8,0 % осіб у віці 65 років та старших.
Цивільне працевлаштоване населення становило 760 осіб. Основні галузі зайнятості: освіта, охорона здоров'я та соціальна допомога — 28,2 %, виробництво — 21,4 %, роздрібна торгівля — 11,1 %, публічна адміністрація — 8,3 %.

## Відомі особистості
В поселенні народився:
- Кларк Вісслер (1870—1947) — американський антрополог, психолог.